# Kærlighedens Almagt
Kærlighedens Almagt er en dansk stumfilm fra 1919 med instruktion og manuskript af A.W. Sandberg.

## Handling
Nina angiver den eftersøgte Carl Weldon for at kunne redde sin syge mor med dusørpengene – desværre forgæves, for moderen udånder inden Nina når tilbage. Værre endnu bliver det, da Weldons søn, Victor, besøger sin far i fængslet og erfarer at denne er uskyldigt dømt for mord. Victor raser fortvivlet over den anonyme angiver og kan ikke bevise sin fars uskyld.
Årene går, og da Nina ansættes som sygeplejerske i Victor Weldons børnehospital, blomstrer kærligheden mellem de to. Nina martres af sin mørke hemmelighed, og for hver dag der går, bliver det sværere at fortælle Victor, at hun er skyld i faderens fængsling. Men pludselig dukker nye informationer i mordsagen op, og Nina får chancen for at redde Carl Weldon og råde bod på sin fejltagelse.

## Medvirkende
- Peter Fjelstrup - Carl Weldon
- Carlo Wieth - Victor, dr. med., Carls søn
- Aage Hertel - Baron Liegundt
- Peter Malberg - Pedro, baronens nevø
- Clara Wieth - Nina
- Jacoba Jessen - Jeanne
- Alfi Zangenberg
- Mathilde Felumb Friis